# Mercè Torrents Turmo
Mercè Torrents Turmo (Barcelona, 12 de febrero del 1930-Barcelona, 20 de enero del 2018) fue una pianista y compositora española.

## Biografía
Estudió en el Conservatorio Superior de Música del Liceo de Barcelona con Pere Vallribera (piano) y perfeccionó sus estudios en la Academia Marshall. Posteriormente recibió enseñanzas de composición con Cristòfor Taltabull.

### Trayectoria musical
Fue autora de piezas para piano, violonchelo, guitarra, así como para cuartetos, coro, cobla u orquesta sinfónica. También tuvo una gran producción de canciones, normalmente para soprano y piano, poniendo música a poetas catalanes como Carner, JVFoix, Martí i Pol, Mercè Correa y Pere Quart, pero especialmente de Salvador Espriu, a quien musicó íntegramente el Libro de Sinera en forma de Oratorio (Oratori del Llibre de Sinera), el Final de laberint en cants espirituals (1968, inédito), la Pell de Brau y otras obras. Han interpretado su obra cantantes como Merced Bibilioni, Francesca Callao, Assumpta Sierra, Anna Ricci, María Ángeles Sarroca, María de los Ángeles Miró, Marta Valero y Teresa Garrigosa, así como Núria Feliu, Maria Dolors Laffitte, Marina Rossell, Núria Batlle, Maria dolores Martí y Celdoni Fonoll. En 1990 recibió el "Premio de música Caterina Albert i Paradís " de la Asociación Catalana de la Mujer.
En su discografía destacan: Núria Feliu canta Salvador Espriu (Hispavox, 1969); colaboración en el disco Anton Carrera (Concèntric, 1971); Ramats d'estrelles, (Picap,1986), Ombra de foc (Picap,1988); CD Estimats poetes (Picap, 1995); Tapís (sobre la obra de David Jou, Albert Moraleda, 2014); Mediterrànies (Albert Moraleda, 2016); Oratori del Llibre de Sinera (Columna Música, 2016); Cançons Secretes (Columna Música, 2017). En el cuarto CD de la Asociación Catalana de Compositores participa con dos obras (2004) y en el CD dedicado a Guitarra también participa con dos obras (2015).
Su padre fue Juan Torrents i Maymir, violonchelista, profesor de música y miembro de la orquesta Pau Casals.

## Obras
- A la Mare de Déu del Pi (1963), para coro mixto, en adaptación a un poema de Josep Carner
- A València, festa (1986, 2003), seis danzas para orquesta de cámara y guitarra solista que Joaquim Navarro y Jesús Ventura adaptaron.
- Assaig de plagi a la taverna (1970), canción para voz y piano, basada en el poema paródico de Pere Quart
- Ballet illenc (1991), para piano
- Ballet valencià para cobla y piano (1986)
- Calladament l'illa (2003), para piano
- Cant d'amor (2000), para voz, flauta, clarinete, con letra de Mossèn Cinto
- Cançó de l'amor matiner (1963), para coro mixto, instrumentación de un poema de Josep Carner
- Cant de trobada (2001), para tenora y saxofón tenor
- Cant del s16); 20eu cant (1996), para voz y piano, Primer premio de composición "Caterina Albert"
- Cinc adagis (1984), para piano, sobre poemas de Roig i Llop
- Cinc poemes de Josep Carner (2002), para voz y guitarra (Calor, Màgic moment, Cançó de la mica mica, Expectació i El pi)
- Dansaines (2003), para trío de oboe, clarinete y fagot
- Dèiem la nit (1970), canción para voz y piano, sobre un poema de J.V.Foix
- Dibuixant (2001), para flauta y piano
- Dolça pope de sal (1979), comedia para voz y piano, con letra de Santi Sans
- Dolls d'aigua (2003), para piano
- Dos moments visuals (1999), para cuarteto de cuerda
- Dues peces de bressol (2005), para saxofón tenor y piano
- Elegíac per a trio de violí, violoncel i piano (2005)
- Erem tres, erem dos, era jo sol, erem ningú (1974), para voz y piano, sobre el poema de J.V.Foix
- És quan dormo que hi veig clar (1970), para voz y piano, basada en el poema de J.V.Foix
- Esplai (1975), para voz y piano
- Esquitxos (2000), suite para piano (en set parts: Dansa catalana, Joguines, Recordant, Complaença, Garlandes, Camperola, Anant al monestir i Sardana íntima)
- Evocació a Mossèn Cinto Verdaguer (1999), para piano a cuatro manos 1
- Expressió de captiveri (1970), para piano
- Festitxola (1962), para coro mixto e instrumentos, sobre un poema de Josep Carner
- Final del laberint (1968), para voces, narrador y piano, sobre poemas de Salvador Espriu (incluye Ramats d'estrelles, Nua llum d'alba, Esdevindrà la tarda, Endins de la boira, Quan ja sigui feliç, La tarda, Em dreça el cant, A poc a poc veus mort, Esguarda l'arbre sol i ocells d'alba, La meva por, Príncep centaures, Ja salvat en la neu alta de les muntanyes, Abelles tot l'eixam, I després del silenci, Occident cant, La vella nit es posa de nou l'abric, Com m'encercla el bosc!, Cavava la llavor, Diré, del vell foc i de l'aigua, Les campanes)
- Guspires: divertiment per a flauta, clarinet en sib i fagot (2003), también en versión para oboe, clarinete y fagot
- Himne de les Jornades Internacionals Folklòriques (1983), para coro y cobla
- Impressions (1965), para piano (Cançó de les muntanyes, Clarícia al lluny)
- Impromptu (1948)
- Inici al cant en memòria de Salvador Espriu (1983), para piano
- Llibre de Sinera (1968, estreno en 1981), oratorio sobre el poema de Espriu, para 10 solistas, coro y grupo instrumental
- Mar incandescent: trío per a tenora, violoncel i piano (2004)
- Mediterrànies (1977), suite para piano (en ocho partes: Eivissenca, Invocació, Melangia, Dansa de Tarragó, Alteració, Murmuri, Interrogants i Ritme ancestral)
- Missa breu (2005), para coro mixto
- Mozartian (2006), para saxofón tenor y piano
- Música experimental per a cobla (1976)
- No t'haig de donar accés al meu secret (1968), para voz y piano, sobre un poema de Salvador Espriu
- Pell de brau (1982), para piano sobre texto de Espriu
- Pinzellades (2001), para guitarra
- Poc més o menys amor (1968), para voz y piano, sobre un poema de Salvador Espriu
- Pompeu Fabra en homenatge (1968), para voz y piano, sobre un texto de Salvador Espriu
- Preludiant per sobre les ones de la mar (1998), para piano
- Projecte de nostàlgia (1991), para voz y piano, con letra de Pilar Cabot, Primer premio "Caterina Albert"
- Quatre poemes de Miquel Martí i Pol (2002), para voz y guitarra (Davallem junts, L'ombra, Petita suite i Temps nou)
- Rafael Tasis, en homenatge (1970), para voz y piano, sobre poema de Pere Quart
- Retaule d'Olesa (2002), ballet para cobla
- Seqüeia (1997), para voz y piano sobre un poema de Assumpció Forcada
- Set instants número 2, intent d'aproximació a una exposició de Joan Miró (2008), para flauta, tenora o corno inglés y piano (incluye Des del mar, Lluna, Estrella, Sol i Grafismes, Dos ocells solars, Carícia d'ocell i Color des del mar)
- Sé un poble lluny de Provença (1987), canción para voz y piano sobre el poema de J.V.Foix
- Sesta, para voz y conjunto instrumental, sobre el poema de Josep Carner
- Set estampes del Baix Empordà (1982), para piano y recitado, sobre poemas de Josep Colet (incluye las canciones Pedra tallada, Torre de Palau-Sator, Pals, De Llafranc a Tamariu i Mar perdut de les Gavarres)
- Set petits divertiments (2002), para saxofón y piano
- Sis cançons (1955), para voz y piano, sobre poemas de Joan Torrents i Maymir
- So de sonata (2006), para tenora y piano
- Solitud (1991), canción para voz y piano con letra de Maria Oleart
- Suite de quatre danses (1949), para piano
- Tapís (2005), suite de piano inspirada en el libro de David Jou
- Temps nou, poema de Martí i Pol, grabado por Maria Dolors Laffitte en Estimats poetes, en grabación reeditada en el DC Roda. Homenatge a Miquel Martí i Pol (Sabadell: PICAP, 1999)
- Tres divertiments (2002), para saxofón tenor
- Tríptic (1956), para violoncello y piano
- Un nou Nadal, o els pescadors de Nadal (2003), cinco canciones para cuarteto de saxofones, inspiradas en los poemas de Roig i Llop
- Vigila, esperit, vigila (1998), para quinteto de cuerda, piano y voz, inspirada en el poema de Joan Maragall
- Canciones basadas en poemas de Mercè Corretja: Amic vine (2002), Cançó del vent al rostre (1979), Darrere el silenci (1979), Es desperta una promesa d'estiu (1985), Estimo el crit (1999), Et conec a dintre meu (1979), M'endinso en la foscor de la nit (1995), Màgiques aurores, La nit, Ombra de foc (1988), Pren amb les mans (1985), Quan siguis fum o boira (1985), Sensivitat (1977), El sol que em desperta (1979), Teníem por de la nit (1977), Vibracions (1977), Vine pluja (1979), Vine vent (1977)

### Sardanas
- A la Mare de Déu del Pi, per a cor mixt i cobla
- Avis jolius (1973)
- Bandera al vent
- Cornellà
- Desperta ferro! (1972), amb lletra de Roger Soronelles
- Encís gironí (1958)
- Fent camí (1973)
- Fruit de maig (1974)
- Homenatge Salvador Espriu o A Salvador Espriu en homenatge (1964), per a orquestra simfònica o piano
- Íntima (2002), per a orquestra de cambra
- Mar de Sinera (1968, 1980), per a veu i cobla
- Si tens la dansa (1973), per a cor
- Som-hi! (1968), inspirada en un poema de Salvador Espriu

### Canciones sobre poemas de diferentes poetas catalanes
- Poemes de Josep Carner 2 [para voz y piano] Barcelona: Clivis, 1996 (incluye Calor, Expectació, Cançó de la mica mica i La flor sagrada)
- Poemes de Josep Carner 3, veu i piano Barcelona: Clivis, 1996 (incluye Màgic moment, Joc d'aigua, L'estiu fecund al jardinet, El pi i Pregària)
- Poemes de Miquel Martí i Pol, del llibre "Els bells camins" veu i piano Barcelona: Clivis, 1994 (incluye Geranis, Temps nou, Davallem junts, L'ombra, Clou-me l'espai i Petita suite)
- Poemes de Miquel Martí i Pol 5, veu i piano Barcelona: Clivis, 2004 (incluyen Capvespre d'agost, Drecera d'ombres, A mig aire, Absència i Encara tu)
- Poemes de Miquel Martí i Pol 6, veu i piano Barcelona: Clivis, 2004 (incluyen Paisatge encès, Amb l'ombra dòcil, Més enllà, Tot és propici, Aquest silenci i Trenca el silenci)
- Poemes de Salvador Espriu: "Final del laberint", sis cants per a soprano i piano Barcelona: Clivis, 1999 (incluyen Nua llum d'alba, Endins de la boira, La tarda, Ramats d'estrelles, Esdevindrà la tarda i Quan ja sigui feliç).
- 48 estudis per a saxo solt, en el CD-ROM Col·lecció Saxo-Repertori Gerard Bosch Barcelona: DINSIC, 2005
- Tres divertiments per a saxo sol Barcelona: DINSIC, 2003 (reeditado en el CD-ROM Col·lecció dones compositores Barcelona: DINSIC, 2005)
- Set petits divertiments per a saxo alt i piano Barcelona: DINSIC, 2002

## Grabaciones
- LP Ombra de foc, con Mercè Torrents al piano y las voces de Anna Ricci y Marina Rossell en algunas piezas, Barcelona: Picap, 1988 ref. 10.0022 (comprende He dibujado mi país: no necesito las palabras para decirte que te quiero, Alegre, Meditación, Tema y variaciones, Mediterráneas 1.ª Parte, Bolero, Paso a dos fragmentos del ballet En Valencia fiesta, Adagios, las campanas, Inicio al canto en memoria de Salvador Espriu, y me sube el aire y la luz del mar fragmentos musicados del Libro de Sinera, Volvía el viento a empezar, Mar de Sinera, Canción de las montañas, aclaraciones a lo lejos)
- DC Estimats poetes: cants de l'esperit con la voz de María Laffitte, sobre poemas de Martí i Pol, Maragall, Verdaguer, Espriu, Foix, Joan Oliver, Carner, Salvat-Papasseit (Sabadell: Picap, 1995 ref. CD-80 00 1702 Cubierta )
- Núria Feliu canta Salvador Espriu, Hispavox, 1969.
- LPRamats de estrellas (Picap, 1986) con la cantante Núria Batlle acompañada al piano por la autora;
- CDTapís (Albert Moraleda, 2014), sobre el libro de poemas de David Jou, interpretado por la pianista Victoria Katsyuba y Anton Carrera como recitador;
- CD Compositores catalanes - Guitarra, ACC, incluye dos obras de M. Torrents: Sardana del retablo de Olesa y Danza de los Cavallini, interpretadas por Jacob Córdoba, 2015.
- CD Avuimúsica. Colección de Música Catalana Contemporánea, vol. 4 Narcís Bonet, Teresa Borràs, Josep Maria Pladevall, Frederic Wort, Delfín Colomé, Mercè Torrents (Jafre de Ter: Anacrusi ref. DD00933). Incluye dos obras de M. Torrents: Evocación (interpretada por el Dúo Vela) y Preludio. (interpretada por Hu-Am Park).
- CD Mediterrànies (Albert Moraleda, 2016), que recoge su obra para piano solo y piano a cuatro manos interpretada por Nexus Piano Duo (Mireia Fornells y JM Hernández Sagrera);
- CD Oratori del Llibre de Sinera (Columna Música, 2016) grabación de la versión para orquesta, voces solistas, recitadores y coro mixto, bajo la dirección de Concepción Ramió, con la Orquesta Tierras de Marca, el corazón Dyapason bajo la dirección de Teodoro Roura, el pianista Joan Miquel Hernández Sagrera, la mezzo Marta Valero, Névoa, Lloll Bertran y Joan Valentín como voces solistas, y Núria Candela, Juan Valentín y Núria Feliu como recitadores;
- CD Cançons secretes (Columna Música, 2017), 12 canciones sobre poemas de su hija, Mercedes Correa, interpretadas por la mezzo Marta Valero y la pianista Marta Pujol. Texto: Àlex Susanna.
- CD Màgic moment. Columna Música, 2020. 21 canciones de Mercè Torrents y Turmo sobre poemas de Josep Carner, Miquel Martí i Pol, JV Foix, Salvador Espriu y Mercè Correa. Intérpretes: Marta Valero, mezzosoprano, y Daniel Blanch, piano. Texto de Joan Vives en catalán, inglés y español.